# Șandra
Șandra es una comuna ubicada en el distrito de Timiș, Rumania.

## Superficie
Posee una superficie de 51,81 kilómetros cuadrados.

## Demografía
Hasta 2021 la población era de 2931 habitantes, con una densidad de población de 56,57 habitantes por kilómetro cuadrado.